# إيفار إيفرسن
إيفار إيفرسن (بالنرويجية البوكمول: Ivar Iversen)‏ هو راكب الكنو نرويجي، ولد في 24 أغسطس 1914 في كريستيانية في النرويج، وتوفي في 19 أغسطس 2012.

## وصلات خارجية
- إيفار إيفرسن على موقع أوليمبيديا (الإنجليزية)